# Rekordnationalspieler
Als Rekordnationalspieler wird die Person bezeichnet, die in einer Sportart die meisten Einsätze für ihre jeweilige Nationalmannschaft erreicht hat.

## Europa

### Deutsche Rekordnationalspieler
| Sportart     | Männer             | Spiele  | Zeitraum  | Frauen             | Spiele    | Zeitraum  |
| ------------ | ------------------ | ------- | --------- | ------------------ | --------- | --------- |
| Badminton    | Kristof Hopp       | 084     | 2000–2010 | Nicole Grether     | 106       | 1994–2007 |
| Basketball   | Patrick Femerling  | 221     | 1996–2009 | Martina Kehrenberg | 226       | 1985–2002 |
| Eishockey    | Udo Kießling       | 320     | 1973–1992 | Christina Fellner  | 287       | 1988–2009 |
| Fußball      | Lothar Matthäus    | 150     | 1980–2000 | Birgit Prinz       | 214       | 1994–2011 |
| Handball     | Frank-Michael Wahl | 344*    | 1976–1992 | Grit Jurack        | 306       | 1996–2012 |
| Hockey       | Matthias Witthaus  | 364**   | 1999–2012 | Natascha Keller    | 425***    | 1995–2012 |
| Rugby        | Horst Kemmling     | 050     | 1976–1994 |                    |           |           |
| Schach       | Wolfgang Unzicker  | 386     | 1950–1982 | Elisabeth Pähtz    | mind. 166 |           |
| Springreiten | Ludger Beerbaum    | 125     | 1987–2015 |                    |           |           |
| Tischtennis  | Jörg Rosskopf      | 272     | 1985–2010 | Nicole Struse      | 205       | 1989–2013 |
| Volleyball   | René Hecht         | 385**** | 1979–1994 | Renate Riek        | 518       | 1979–1993 |
| Wasserball   | Frank Otto         | 467     | 1977–1992 |                    |           |           |

Anmerkungen: * Davon 313 für die DDR, ** 335 Feld-  und 29 Hallenspiele, *** 389 Feld-  und 36 Hallenspiele, **** davon 238 für die DDR,
1. ↑  Nationenpreis

### Liechtensteiner Rekordnationalspieler
| Sportart | Männer      | Spiele | Zeitraum  | Frauen               | Spiele | Zeitraum |
| -------- | ----------- | ------ | --------- | -------------------- | ------ | -------- |
| Fußball  | Peter Jehle | 132    | 1996–2018 | Julia Benneckenstein | 12     | 2021–    |

### Österreichische Rekordnationalspieler
| Sportart  | Männer                | Spiele | Zeitraum  | Frauen         | Spiele | Zeitraum |
| --------- | --------------------- | ------ | --------- | -------------- | ------ | -------- |
| Eishockey | Gerhard Unterluggauer | 244    |           | Esther Kantor  | 153    |          |
| Fußball   | Marko Arnautović      | 121    | 2008–     | Sarah Puntigam | 154    | 2009–    |
| Handball  | Ewald Humenberger     | 246    | 1994–2006 | Barbara Strass | 272    |          |

### Schweizer Rekordnationalspieler
| Sportart  | Männer            | Spiele | Zeitraum  | Frauen                           | Spiele | Zeitraum            |
| --------- | ----------------- | ------ | --------- | -------------------------------- | ------ | ------------------- |
| Fußball   | Granit Xhaka      | 135    | seit 2011 | Ana Maria Crnogorčević           | 165    | seit 2009           |
| Unihockey | Matthias Hofbauer | 126    | seit 1999 | Simone Berner Natalie Stadelmann | 124    | seit 1998 1998–2011 |

## Afrika

### Namibische Rekordnationalspieler
| Sportart           | Männer          | Spiele | Zeitraum | Frauen                                            | Spiele | Zeitraum |
| ------------------ | --------------- | ------ | -------- | ------------------------------------------------- | ------ | -------- |
| Fußball            | Denzil Haoseb   | 84     | 2011–    |                                                   |        |          |
| Cricket (Twenty20) | Gerhard Erasmus | 41     | 2019–    | Adri van der Merwe Kayleen Ann Green Yasmeen Khan | 52     | 2018–    |
| Cricket (ODI)      | Gerhard Erasmus | 40     | 2019–    |                                                   |        |          |

## Fußball-Rekordnationalspieler
Für einen weltweiten Überblick siehe Liste der Fußballspieler mit mindestens 100 Länderspielen sowie deren Pendant für Spielerinnen. Im Folgenden findet sich eine Auflistung kontinentaler Rekordnationalspieler.
| Kontinent               | Männer                     | Spiele    | Zeitraum  | Frauen                            | Spiele | Zeitraum  |
| ----------------------- | -------------------------- | --------- | --------- | --------------------------------- | ------ | --------- |
| Afrika                  | Ahmed Hassan Ägypten       | 184       | 1995–2012 | Janine van Wyk Südafrika          | 185    | 2005–2023 |
| Asien                   | Soh Chin Ann Malaysia      | 219 (195) | 1969–1984 | Homare Sawa Japan                 | 205    | 1993–2015 |
| Europa                  | Cristiano Ronaldo Portugal | 217       | 2003 –    | Caroline Seger Schweden           | 240    | 2005–2023 |
| Nord- und Mittelamerika | Andrés Guardado Mexiko     | 182 (180) | 2005–2024 | Kristine Lilly Vereinigte Staaten | 354    | 1987–2010 |
| Ozeanien                | Ivan Vicelich Neuseeland   | 088       | 1995–2013 | Ria Percival Neuseeland           | 166    | 2007–2024 |
| Südamerika              | Lionel Messi Argentinien   | 191       | 2005–     | Formiga Brasilien                 | 217    | 1995–2021 |

### Weltrekordhalter nach Zeiträumen
Der saudi-arabische Rekordnationalspieler Mohammad ad-Daʿayyaʿ wurde mehrere Jahre lang zunächst mit 182, dann 178 Spielen als Weltrekordhalter geführt, bis gemeldet wurde, dass er von Ahmed Hassan abgelöst wurde. Im August und September 2013 wurden die Zahlen der saudi-arabischen Spieler neu gelistet, wobei auch für Mohammad ad-Daʿayyaʿ die Zahl der Länderspiele auf 172 reduziert wurde. Danach war er zu keinem Zeitpunkt Weltrekordhalter. Zudem wurde der Kuwaiter Bader al-Mutawa von der FIFA mit 185 Länderspielen als Spieler mit den meisten Länderspielen geführt. Am 18. März 2021 wurden von rsssf.org mehrere malaysischen Spieler, darunter Soh Chin Ann mit 224 und Chandran Mutveeran mit 123 Spielen geführt, die später mehrfach geändert wurden. Ab dem 3. August 2021 wurden die malasýsischen Spieler dann auch in der FIFA-Rangliste geführt, aber ohne die Spiele bei den Olympischen Spielen und den Qualifikationen dazu.
| Name                        | Konföderation/Kontinent | Zeitraum                             | Spiele      | Letztes Spiel                                      |
| --------------------------- | ----------------------- | ------------------------------------ | ----------- | -------------------------------------------------- |
| Soh Chin Ann Malaysia       | AFC                     | seit 18. Juli 1977                   | 123 bis 219 | 18. Oktober 1984                                   |
| Chandran Mutveeran Malaysia | AFC                     | 24. September 1973 bis 18. Juli 1977 | 108 bis 122 | 15. September 1974                                 |
| Bobby Moore England         | UEFA                    | 14. Juni 1973 bis 24. September 1973 | 107         | 14. November 1973                                  |
| Bobby Charlton England      | UEFA                    | 14. Juni 1970 bis 14. Juni 1973      | 106         | 14. Juni 1970 (WM-Viertelfinale gegen Deutschland) |
| Billy Wright* England       | UEFA                    | 19. Oktober 1957 bis 14. Juni 1970   | 86 bis 105  | 28. Mai 1959                                       |
| Ferenc Puskás Ungarn        | UEFA                    | 15. Juli 1956 bis 19. Oktober 1957   | 81 bis 85   | 14. Oktober 1956 (für Ungarn)                      |
| Severino Minelli Schweiz    | Europa                  | 31. März 1940 bis 15. Juli 1956      | 70 bis 80   | 14. Juni 1943                                      |
| Ángel Romano Uruguay        | CONMEBOL                | 14. April 1927 bis 31. März 1940     | 69          | 14. April 1927                                     |
| Imre Schlosser Ungarn       | Europa                  | 4. Oktober 1914 bis 14. April 1927   | 42 bis 68   | 10. April 1927                                     |
| Robert Crompton England     | Europa                  | ? bis 4. Oktober 1914                | ? bis 41    | 4. April 1914                                      |

### Europäische Fußball-Rekordhalter nach Zeiträumen
| Name                        | Zeitraum                              | Spiele      | Letztes Spiel                                      |
| --------------------------- | ------------------------------------- | ----------- | -------------------------------------------------- |
| Cristiano Ronaldo Portugal  | seit 9. Oktober 2021                  | 181+        | noch aktiv                                         |
| Sergio Ramos Spanien        | 14. November 2020 bis 9. Oktober 2021 | 177 bis 180 | 31. März 2021                                      |
| Gianluigi Buffon Italien    | 24. März 2017 bis 14. November 2020   | 168 bis 176 | 23. März 2018                                      |
| Vitālijs Astafjevs Lettland | 14. November 2009 bis 24. März 2017   | 158 bis 167 | 17. November 2010                                  |
| Martin Reim Estland         | 22. August 2007 bis 14. November 2009 | 151 bis 157 | 6. Juni 2009                                       |
| Lothar Matthäus Deutschland | 23. Februar 2000 bis 22. August 2007  | 144 bis 150 | 20. Juni 2000 (EM-Gruppenspiel gegen Portugal)     |
| Thomas Ravelli Schweden     | 8. Juni 1995 bis 23. Februar 2000     | 126 bis 143 | 11. Oktober 1997 (WM-Qualifikation gegen Estland)  |
| Peter Shilton England       | 16. Juni 1990 bis 8. Juni 1995        | 120 bis 125 | 7. Juli 1990 (WM-Spiel um Platz 3 gegen Italien)   |
| Pat Jennings Nordirland     | 23. April 1986 bis 16. Juni 1990      | 116 bis 119 | 12. Juni 1986 (WM-Gruppenspiel gegen Brasilien)    |
| Björn Nordqvist Schweden    | 3. Juni 1978 bis 23. April 1986       | 109 bis 115 | 4. Oktober 1978 (EM-Qualifikation gegen die CSSR)  |
| Bobby Moore England         | 14. Juni 1973 bis 3. Juni 1978        | 107 bis 108 | 14. November 1973                                  |
| Bobby Charlton England      | 14. Juni 1970 bis 14. Juni 1973       | 106         | 14. Juni 1970 (WM-Viertelfinale gegen Deutschland) |
| Billy Wright* England       | 19. Oktober 1957 bis 14. Juni 1970    | 86 bis 105  | 28. Mai 1959                                       |
| Ferenc Puskás Ungarn        | 15. Juli 1956 bis 19. Oktober 1957    | 81 bis 85   | 14. Oktober 1956 (für Ungarn)                      |
| Severino Minelli Schweiz    | 12. November 1939 bis 15. Juli 1956   | 69 bis 80   | 14. Juni 1943                                      |
| Imre Schlosser Ungarn       | 4. Oktober 1914 bis 12. November 1939 | 42 bis 68   | 10. April 1927                                     |
| Robert Crompton England     | ? bis 4. Oktober 1914                 | ? bis 41    | 4. April 1914                                      |

Anmerkung: * Billy Wright war der erste Spieler, der am 11. April 1959 auf 100 Länderspiele kam.

## Belege
1. 1 2  badminton.de (Memento vom 17. September 2011 im Internet Archive)
2. ↑  http://mahr.sb-vision.de/dbb/html/herren/spieler/index.aspx
3. ↑  http://mahr.sb-vision.de/dbb/html/damen/spieler/index.aspx
4. ↑  Archivierte Kopie (Memento vom 2. September 2013 im Internet Archive)
5. ↑  dfb.de: Rekordspieler
6. ↑  dfb.de: Rekordspielerinnen
7. ↑  Porträt von Grit Jurack (Memento vom 24. Februar 2008 im Internet Archive)
8. ↑  Mobbing in der deutschen Nationalmannschaft? Zoya Schleining: „Habe das so empfunden.“
9. ↑  Artikel auf schachbund.de
10. ↑  Archivierte Kopie (Memento vom 13. August 2010 im Internet Archive)
11. ↑  Archivierte Kopie (Memento vom 13. August 2010 im Internet Archive)
12. ↑  http://www.hockey.de/VVI-web/Auswahl-Teams/Nationalspieler-LspListe.asp?lokal=DHB&auswahl=1
13. ↑  http://www.hockey.de/VVI-web/Auswahl-Teams/Nationalspieler-LspListe.asp?lokal=DHB&auswahl=2&sort=0
14. ↑  eishockey.at (Memento vom 4. März 2016 im Internet Archive)
15. ↑  Ewiges Kader Nationalmannschaft Herren. (Memento vom 17. Dezember 2012 im Internet Archive) Abgerufen am 12. Dezember 2012.
16. ↑  Ewiges Kader Nationalmannschaft Frauen. (Memento vom 25. Februar 2013 im Internet Archive) Abgerufen am 12. Dezember 2012.
17. ↑  Artikel «Natalie Stadelmann zurück zu Piranha Chur» vom 26. Juni 2012 auf ladystrike.com. Abgerufen am 12. Dezember 2012.
18. ↑  Egyptian National Team Resukts - (egyptianfootball.net By Dr.Tarek Said). Abgerufen am 3. Oktober 2019.
19. ↑  Die FIFA berücksichtigt nicht die 21 Spiele in der Qualifikation für die Olympischen Spiele 1972, 1976, 1980 und 1984 und die drei Spiele bei den Olympischen Spielen 1972.
20. ↑  Die FIFA zählt Spiele gegen  Franz. Guyana, Guadeloupe und Martinique nicht mit.
21. ↑  ussoccer.com: Case of the Missing Caps
22. ↑  Für 18 Spiele während ihrer aktiven Zeit liegen keine Aufstellungen vor
23. ↑  Mohamed Al-Deayea - Century of International Appearances. Abgerufen am 3. Oktober 2019.
24. ↑  fifa.com: Bader Al Mutawa auf dem Gipfel des Weltfussballs
25. ↑  rsssf.org : Soh Chin Ann – Double Century of International Appearances
26. ↑  rsssf.org: Chandran Mutveeran – Century of International Appearances
27. 1 2  https://www.rsssf.org/miscellaneous/wright-intl.html
28. 1 2  https://www.rsssf.org/miscellaneous/puskas-intlg.html
29. 1 2 3  https://www.rsssf.org/miscellaneous/minelli-intl.html
30. ↑  Davon ein Spiel am 28. September 1924 nach 4 Minuten abgebrochen und am 2. Oktober 1924 wiederholt, weshalb es in einigen Statistiken nicht mitgezählt wird.
31. 1 2  https://www.rsssf.org/miscellaneous/schlosser-intlg.html
32. ↑  Vom 1. Juni 2016 bis 24. März 2017 zusammen mit Iker Casillas
33. ↑  Der Schweizer Max Abegglen stellte am 2. Mai 1937 mit seinem letzten Länderspiel den Europarekord von Schlosser ein. (Max "Xam" Abegglen - Goals in International Matches)